# Puig Gavarrós
El Puig Gavarrós és una muntanya de 666 metres que es troba al municipi de Montagut i Oix, a la comarca catalana de la Garrotxa.